# جایزه باارزش‌ترین بازیکن ان‌بی‌ای
جایزهٔ باارزش‌ترین بازیکن ان‌بی‌ای یکی از جوایز سالانهٔ ان‌بی‌ای است که از فصل ۵۶–۱۹۵۵ به بهترین بازیکن فصل عادی اعطا می‌شود. از فصل ۲۳–۲۰۲۲، برندگان جایزه مایکل جردن را دریافت می‌کنند که به نام برنده پنج دوره این جوایز نام‌گذاری شده است.
پیش از ۲۰۲۱، جایزهٔ ماوریس پودولوف اهدا می‌شد، که به افتخار نخستین کمیسیونر (سپس رئیس وقت) ان‌بی‌ای، که از ۱۹۴۶ تا ۱۹۶۳ فعالیت می‌کرد، به نام وی نام‌گذاری شده‌ بود. با تغییر به جایزه مایکل جردن، نام او به جایزه جدید ماوریس پودولف منتقل شد که به تیمی با بهترین رکورد فصل عادی اهدا می‌شود.
تا فصل ۸۰–۱۹۷۹، این جایزه با رای‌گیری از بازیکنان ان‌بی‌ای انتخاب می‌شد. از فصل ۸۱–۱۹۸۰، فرد برنده با تصمیم‌گیری هیئتی از نویسندگان و پخش‌کنندگان ورزشی در سراسر ایالات متحده و کانادا برگزیده می‌شود. هر یک از اعضای هیئت رأی‌دهی برای انتخاب‌های یکم تا پنجم رأی می‌دهد. هر رأی برای نفر اول ۱۰ امتیاز دارد. هر رأی برای نفر دوم هفت امتیاز، برای نفر سوم پنج امتیاز، نفر چهارم سه امتیاز و نفر پنجم یک امتیاز در نظر گرفته می‌شود. از سال ۲۰۱۰، هواداران از طریق رأی‌گیری آنلاین شرکت می‌کنند و آن‌ها یک رأی دارند. بازیکنی که در مجموع بالاترین امتیاز را کسب کند، برندهٔ جایزه می‌شود. تا پایان فصل ۲۵–۲۰۲۴، برنده کنونی این جایزه، شی گلجس-الکساندر از اکلاهما سیتی تاندر است.
هر بازیکنی که این جایزه را برده و واجد شرایط عضویت در تالار مشاهیر بسکتبال تشخیص داده شده، به این تالار راه یافته است. کریم عبدالجبار با شش بار بردن این جایزه، رکورددار است. او همچنین تنها بازیکنی است که موفق به کسب این جایزه شده‌ با این‌که تیمش در فصل ۷۶–۱۹۷۵ به بازی‌های حذفی راه پیدا نکرد. بیل راسل و مایکل جردن نیز هرکدام پنج بار برندهٔ این جایزه شده‌اند، در حالی که ویلت چمبرلین و لبران جیمز چهار بار این جایزه را از آن خود کرده‌اند. راسل و جیمز تنها بازیکنانی هستند که طی ۵ فصل، چهار بار موفق به بردن این جایزه شده‌اند. موزس مالون، لری برد، مجیک جانسون و نیکولا یوکیچ هر کدام سه بار این جایزه را به دست آورده‌اند، در حالی که باب پتیت، کارل مالون، تیم دانکن، استیو نش، استفن کری و یانیس آنتتوکومپو هر کدام دو بار آن را برنده شده‌اند. فقط دو بازیکن سال اولی یا تازه‌کار برندهٔ این جایزه شده‌اند: چمبرلین در فصل ۶۰–۱۹۵۹ و وس آنسلد در فصل ۶۹–۱۹۶۸. حکیم اولاجوان از نیجریه، دانکن از جزایر ویرجین ایالات متحده آمریکا، نش از کانادا، درک نوویتسکی از آلمان، آنتتوکومپو از یونان، یوکیچ از صربستان، جوئل امبید از کامرون و شی گلجس-الکساندر از کانادا، هشت بازیکن برنده جایزه هستند (در مجموع با کسب دوازده جایزه) که از نظر ان‌بی‌ای «بازیکنان بین‌المللی» به‌شمار می‌آیند. کری در فصل ۱۶–۲۰۱۵ تنها بازیکنی است که به اتفاق آرا توسط تمام رأی دهندگان، برندهٔ این جایزه شده‌ است. شکیل اونیل در ۲۰۰۰–۱۹۹۹ و لبران جیمز در ۱۳–۲۰۱۲، دو بازیکنی هستند که تنها یک رأی از تمام رأی‌های موجود به آن‌ها داده نشده و هر دو ۱۲۰ رأی از ۱۲۱ رأی را آورده‌اند. از فصل ۷۶–۱۹۷۵ نیز تنها سه بازیکن در فصلی که تیمشان نتوانسته حداقل ۵۰ بازی فصل عادی را ببرد، به عنوان برنده انتخاب شده‌اند. موزس مالون (دو بار، در فصول ۷۹–۱۹۷۸ و ۸۲–۱۹۸۱)، راسل وستبروک (در فصل ۱۷–۲۰۱۶) و نیکولا یوکیچ (در فصل ۲۲–۲۰۲۱). 
به عنوان بخشی از تلاش‌ها برای کاهش مدیریت بار کاری بازیکنان ستاره در لیگ، که از فصل ۲۴–۲۰۲۳ و با اجرای توافقنامه جمعی جدید (CBA) بین لیگ و اتحادیه بازیکنان لازم‌الاجرا شد، بازیکنان باید در حداقل ۶۵ بازی حضور یابند تا واجد شرایط دریافت جوایز و افتخارات اصلی فصل عادی از جمله ام‌وی‌پی باشند. برای احتساب یک بازی قابل محاسبه در شرایط دریافت جوایز، بازیکن باید حداقل ۲۰ دقیقه در آن بازی حضور داشته باشد. با این حال، حداکثر دو بازی (با حضور ۱۵ تا ۱۹ دقیقه‌ای) در ۶۵ بازی قابل احتساب است. همچنین بازیکنان با مصدومیت‌های پایان فصلی (با حداقل ۶۲ بازی) و بازیکنان متأثر از «شرایط سوءنیت» (طبق تعریف CBA) حمایت‌ می‌شوند.

## برندگان

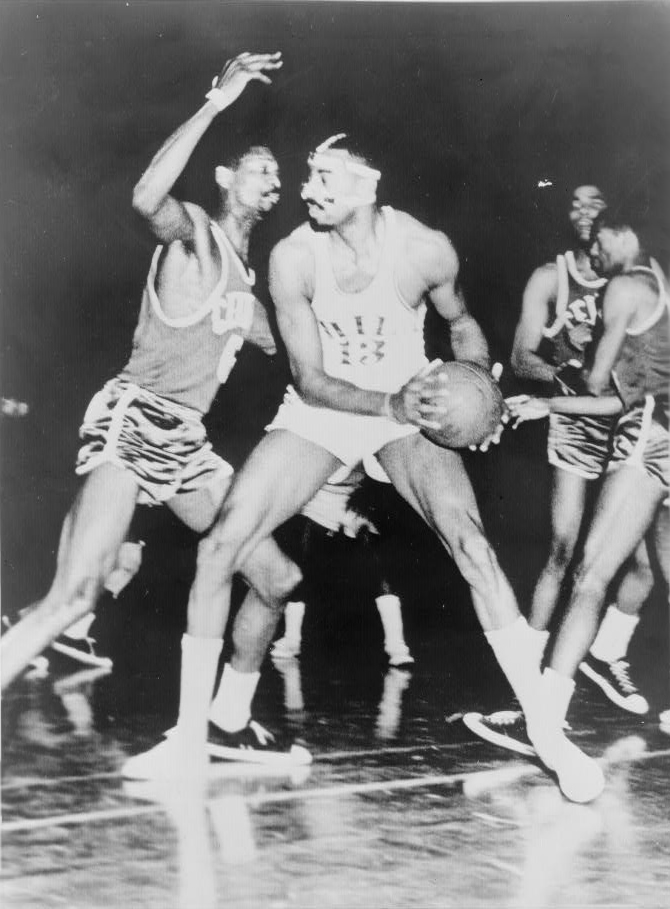
بیل راسل (چپ) پنج بار جایزه را در دوران حرفه‌ای خود دریافت کرد. ویلت چمبرلین (وسط) چهار بار جایزه را در دوران حرفه‌ای خود دریافت کرد.

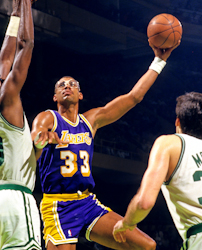
کریم عبدالجبار با شش بار، رکورددار بیشترین تعداد دریافت این جایزه است.

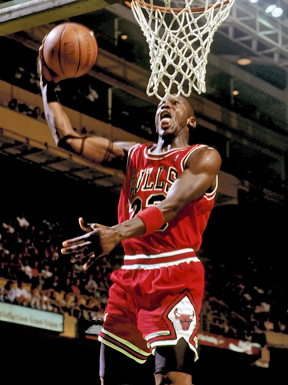
مایکل جردن پنج بار جایزه را در دوران حرفه‌ای خود دریافت کرد.

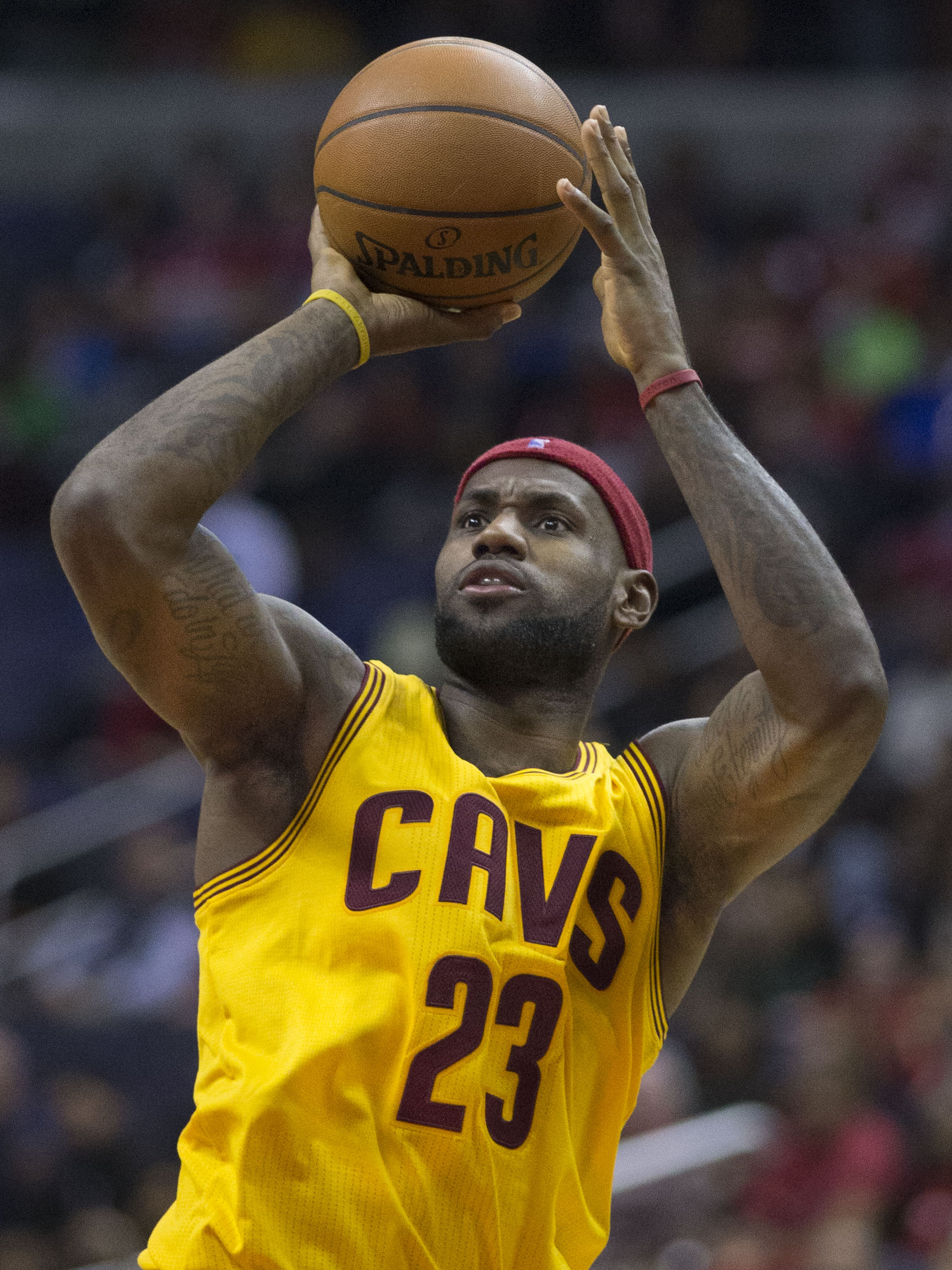
لبران جیمز چهار بار به عنوان باارزش‌ترین بازیکن شناخته شده‌ است.

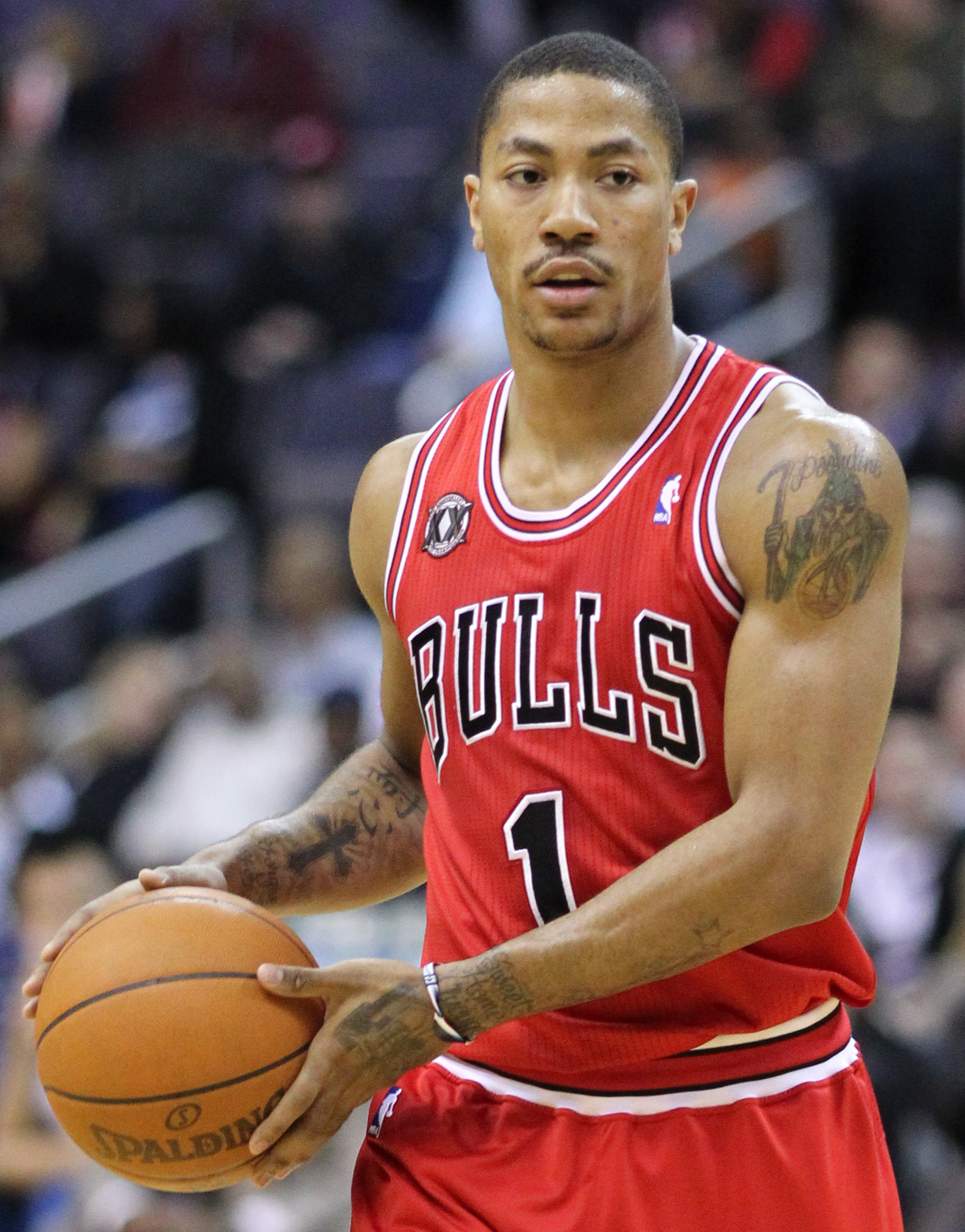
دریک رز با ۲۲ سال سن جوان‌ترین دریافت کننده جایزه است.

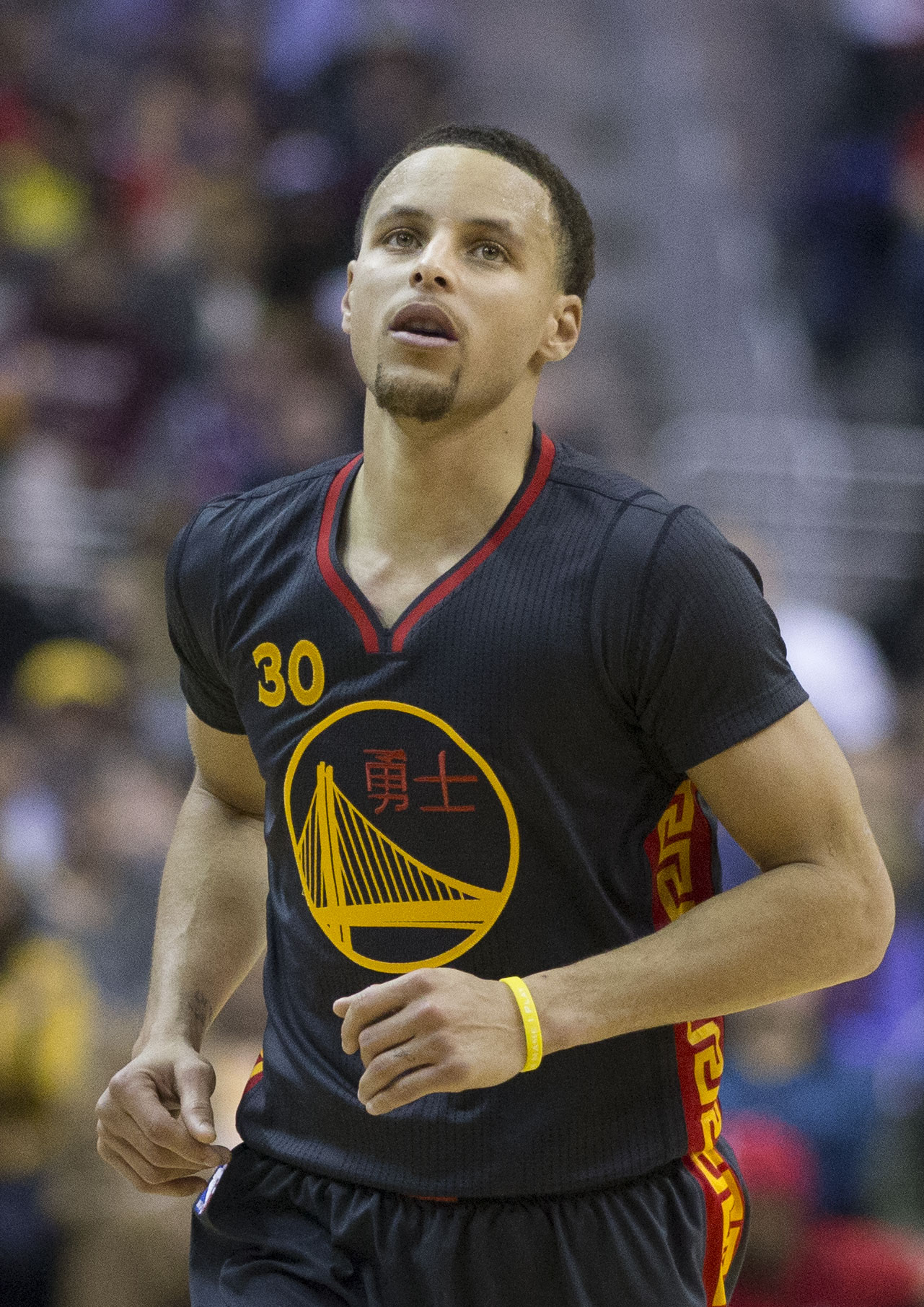
استفن کری دو بار پیاپی در فصول ۱۵–۲۰۱۴ و ۱۶–۲۰۱۵ توانست جایزه را دریافت کند. او اولین ام‌وی‌پی به اتفاق آرا در تاریخ لیگ است.

| ^          | نشان دهنده بازیکنی است که هنوز در ان‌بی‌ای فعال است.                              |
| *          | نشان دهنده بازیکنی است که به تالار مشاهیر بسکتبال راه یافته است.                |
| †          | نشان دهنده بازیکنی است که هنوز واجد شرایط برای عضویت در تالار مشاهیر نیست.      |
| dagger     | نشان دهنده بازیکنی است که تیمش در آن سال قهرمان شده است.                        |
| بازیکن (#) | تعداد دفعاتی را نشان می‌دهد که بازیکن تا آن زمان به عنوان ام‌وی‌پی انتخاب شده بود. |
| تیم (#)    | تعداد دفعاتی را نشان می‌دهد که چند بازیکن از این تیم تا آن زمان برنده شده است.   |

| فصل       | بازیکن                | پست           | ملیت                | تیم                        |
| --------- | --------------------- | ------------- | ------------------- | -------------------------- |
| ۱۹۵۵–۱۹۵۶ | باب پتیت*             | فوروارد قدرتی | ایالات متحده آمریکا | سنت لوئیس هاکس             |
| ۱۹۵۶–۱۹۵۷ | باب کوزی*             | پوینت گارد    | ایالات متحده آمریکا | بوستون سلتیکس              |
| ۱۹۵۷–۱۹۵۸ | بیل راسل*             | سنتر          | ایالات متحده آمریکا | بوستون سلتیکس (۲)          |
| ۱۹۵۸–۱۹۵۹ | باب پتیت* (۲)         | فوروارد قدرتی | ایالات متحده آمریکا | سنت لوئیس هاکس (۲)         |
| ۱۹۵۹–۱۹۶۰ | ویلت چمبرلین*         | سنتر          | ایالات متحده آمریکا | فیلادلفیا واریرز           |
| ۱۹۶۰–۱۹۶۱ | بیل راسل* (۲)         | سنتر          | ایالات متحده آمریکا | بوستون سلتیکس (۳)          |
| ۱۹۶۱–۱۹۶۲ | بیل راسل* (۳)         | سنتر          | ایالات متحده آمریکا | بوستون سلتیکس (۴)          |
| ۱۹۶۲–۱۹۶۳ | بیل راسل* (۴)         | سنتر          | ایالات متحده آمریکا | بوستون سلتیکس (۵)          |
| ۱۹۶۳–۱۹۶۴ | اسکار رابرتسون*       | سنتر          | ایالات متحده آمریکا | سینسیناتی رویالز           |
| ۱۹۶۴–۱۹۶۵ | بیل راسل* (۵)         | سنتر          | ایالات متحده آمریکا | بوستون سلتیکس (۶)          |
| ۱۹۶۵–۱۹۶۶ | ویلت چمبرلین* (۲)     | سنتر          | ایالات متحده آمریکا | فیلادلفیا سونتی سیکسرز     |
| ۱۹۶۶–۱۹۶۷ | ویلت چمبرلین* (۳)     | سنتر          | ایالات متحده آمریکا | فیلادلفیا سونتی سیکسرز (۲) |
| ۱۹۶۷–۱۹۶۸ | ویلت چمبرلین* (۴)     | سنتر          | ایالات متحده آمریکا | فیلادلفیا سونتی سیکسرز (۳) |
| ۱۹۶۸–۱۹۶۹ | وس آنسلد*             | سنتر/فوروارد  | ایالات متحده آمریکا | بالتیمور بولتس             |
| ۱۹۶۹–۱۹۷۰ | ویلیس رید*            | سنتر          | ایالات متحده آمریکا | نیویورک نیکس               |
| ۱۹۷۰–۱۹۷۱ | لو آلسیندور*          | سنتر          | ایالات متحده آمریکا | میلواکی باکس               |
| ۱۹۷۱–۱۹۷۲ | کریم عبدالجبار* (۲)   | سنتر          | ایالات متحده آمریکا | میلواکی باکس (۲)           |
| ۱۹۷۲–۱۹۷۳ | دیو کوونز*            | سنتر          | ایالات متحده آمریکا | بوستون سلتیکس (۷)          |
| ۱۹۷۳–۱۹۷۴ | کریم عبدالجبار* (۳)   | سنتر          | ایالات متحده آمریکا | میلواکی باکس (۲)           |
| ۱۹۷۴–۱۹۷۵ | باب مک‌آدو*            | فوروارد قدرتی | ایالات متحده آمریکا | بافلو بریوز                |
| ۱۹۷۵–۱۹۷۶ | کریم عبدالجبار* (۴)   | سنتر          | ایالات متحده آمریکا | لس آنجلس لیکرز             |
| ۱۹۷۶–۱۹۷۷ | کریم عبدالجبار* (۵)   | سنتر          | ایالات متحده آمریکا | لس آنجلس لیکرز (۲)         |
| ۱۹۷۷–۱۹۷۸ | بیل والتون*           | سنتر          | ایالات متحده آمریکا | پورتلند تریل بلیزرز        |
| ۱۹۷۸–۱۹۷۹ | موزس مالون*           | سنتر          | ایالات متحده آمریکا | هیوستون راکتس              |
| ۱۹۷۹–۱۹۸۰ | کریم عبدالجبار* (۶)   | سنتر          | ایالات متحده آمریکا | لس آنجلس لیکرز (۳)         |
| ۱۹۸۰–۱۹۸۱ | جولیوس اروینگ*        | فوروارد ریزتک | ایالات متحده آمریکا | فیلادلفیا سونتی‌سیکسرز (۴)  |
| ۱۹۸۱–۱۹۸۲ | موزس مالون* (۲)       | سنتر          | ایالات متحده آمریکا | هیوستون راکتس (۲)          |
| ۱۹۸۲–۱۹۸۳ | موزس مالون* (۳)       | سنتر          | ایالات متحده آمریکا | فیلادلفیا سونتی‌سیکسرز (۵)  |
| ۱۹۸۳–۱۹۸۴ | لری برد*              | فوروارد ریزتک | ایالات متحده آمریکا | بوستون سلتیکس (۸)          |
| ۱۹۸۴–۱۹۸۵ | لری برد* (۲)          | فوروارد ریزتک | ایالات متحده آمریکا | بوستون سلتیکس (۹)          |
| ۱۹۸۵–۱۹۸۶ | لری برد* (۳)          | فوروارد ریزتک | ایالات متحده آمریکا | بوستون سلتیکس (۱۰)         |
| ۱۹۸۶–۱۹۸۷ | مجیک جانسون*          | پوینت گارد    | ایالات متحده آمریکا | لس آنجلس لیکرز (۴)         |
| ۱۹۸۷–۱۹۸۸ | مایکل جردن*           | شوتینگ گارد   | ایالات متحده آمریکا | شیکاگو بولز                |
| ۱۹۸۸–۱۹۸۹ | مجیک جانسون*          | پوینت گارد    | ایالات متحده آمریکا | لس آنجلس لیکرز (۵)         |
| ۱۹۸۹–۱۹۹۰ | مجیک جانسون*          | پوینت گارد    | ایالات متحده آمریکا | لس آنجلس لیکرز (۶)         |
| ۱۹۹۰–۱۹۹۱ | مایکل جردن* (۲)       | شوتینگ گارد   | ایالات متحده آمریکا | شیکاگو بولز (۲)            |
| ۱۹۹۱–۱۹۹۲ | مایکل جردن* (۳)       | شوتینگ گارد   | ایالات متحده آمریکا | شیکاگو بولز (۳)            |
| ۱۹۹۲–۱۹۹۳ | چارلز بارکلی*         | فوروارد قدرتی | ایالات متحده آمریکا | فینکس سانز                 |
| ۱۹۹۳–۱۹۹۴ | حکیم اولاجوان*        | سنتر          | نیجریه              | هیوستون راکتس (۳)          |
| ۱۹۹۴–۱۹۹۵ | دیوید رابینسون*       | سنتر          | ایالات متحده آمریکا | سن آنتونیو اسپرز           |
| ۱۹۹۵–۱۹۹۶ | مایکل جردن* (۴)       | شوتینگ گارد   | ایالات متحده آمریکا | شیکاگو بولز (۴)            |
| ۱۹۹۶–۱۹۹۷ | کارل مالون*           | فوروارد قدرتی | ایالات متحده آمریکا | یوتا جاز                   |
| ۱۹۹۷–۱۹۹۸ | مایکل جردن* (۵)       | شوتینگ گارد   | ایالات متحده آمریکا | شیکاگو بولز (۵)            |
| ۱۹۹۸–۱۹۹۹ | کارل مالون* (۲)       | فوروارد قدرتی | ایالات متحده آمریکا | یوتا جاز (۲)               |
| ۱۹۹۹–۲۰۰۰ | شکیل اونیل*           | سنتر          | ایالات متحده آمریکا | لس آنجلس لیکرز (۷)         |
| ۰۱–۲۰۰۰   | آلن آیورسن*           | شوتینگ گارد   | ایالات متحده آمریکا | فیلادلفیا سونتی‌سیکسرز (۶)  |
| ۰۲–۲۰۰۱   | تیم دانکن*            | فوروارد قدرتی | ایالات متحده آمریکا | سن آنتونیو اسپرز (۲)       |
| ۰۳–۲۰۰۲   | تیم دانکن* (۲)        | فوروارد قدرتی | ایالات متحده آمریکا | سن آنتونیو اسپرز (۳)       |
| ۰۴–۲۰۰۳   | کوین گارنت*           | فوروارد قدرتی | ایالات متحده آمریکا | مینه‌سوتا تیمبرولوز         |
| ۰۵–۲۰۰۴   | استیو نش*             | پوینت گارد    | کانادا              | فینیکس سانز (۲)            |
| ۰۶–۲۰۰۵   | استیو نش* (۲)         | پوینت گارد    | کانادا              | فینیکس سانز (۳)            |
| ۰۷–۲۰۰۶   | دیرک نویتسکی*         | فوروارد قدرتی | آلمان               | دالاس ماوریکس              |
| ۰۸–۲۰۰۷   | کوبی برایانت*         | شوتینگ گارد   | ایالات متحده آمریکا | لس آنجلس لیکرز (۸)         |
| ۰۹–۲۰۰۸   | لبران جیمز^           | فوروارد ریزتک | ایالات متحده آمریکا | کلیولند کاوالیرز           |
| ۱۰–۲۰۰۹   | لبران جیمز^ (۲)       | فوروارد ریزتک | ایالات متحده آمریکا | کلیولند کاوالیرز (۲)       |
| ۱۱–۲۰۱۰   | دریک رز†              | پوینت گارد    | ایالات متحده آمریکا | شیکاگو بولز (۶)            |
| ۱۲–۲۰۱۱   | لبران جیمز^ (۳)       | فوروارد ریزتک | ایالات متحده آمریکا | میامی هیت                  |
| ۱۳–۲۰۱۲   | لبران جیمز^ (۴)       | فوروارد ریزتک | ایالات متحده آمریکا | میامی هیت (۲)              |
| ۱۴–۲۰۱۳   | کوین دورانت^          | فوروارد ریزتک | ایالات متحده آمریکا | اکلاهما سیتی تاندر         |
| ۱۵–۲۰۱۴   | استفن کری^            | پوینت گارد    | ایالات متحده آمریکا | گلدن استیت واریرز (۲)      |
| ۱۶–۲۰۱۵   | استفن کری^ (۲)        | پوینت گارد    | ایالات متحده آمریکا | گلدن استیت واریرز (۳)      |
| ۱۷–۲۰۱۶   | راسل وستبروک^         | پوینت گارد    | ایالات متحده آمریکا | اکلاهما سیتی تاندر (۲)     |
| ۱۸–۲۰۱۷   | جیمز هاردن^           | شوتینگ گارد   | ایالات متحده آمریکا | هیوستون راکتس (۴)          |
| ۱۹–۲۰۱۸   | یانیس آنتتوکومپو^     | فوروارد قدرتی | یونان               | میلواکی باکس (۴)           |
| ۲۰–۲۰۱۹   | یانیس آنتتوکومپو^ (۲) | فوروارد قدرتی | یونان               | میلواکی باکس (۵)           |
| ۲۱–۲۰۲۰   | نیکولا یوکیچ^         | سنتر          | صربستان             | دنور ناگتس                 |
| ۲۲–۲۰۲۱   | نیکولا یوکیچ^ (۲)     | سنتر          | صربستان             | دنور ناگتس (۲)             |
| ۲۳–۲۰۲۲   | جوئل امبید^           | سنتر          | کامرون              | فیلادلفیا سونتی‌سیکسرز (۷)  |
| ۲۴–۲۰۲۳   | نیکولا یوکیچ^ (۳)     | سنتر          | صربستان             | دنور ناگتس (۳)             |
| ۲۵–۲۰۲۴   | شی گلجس-الکساندر^     | پوینت گارد    | کانادا              | اکلاهما سیتی تاندر (۳)     |

## برندگان چندباره
| تعداد جایزه‌ها | بازیکن           | تیم(ها)                                         | سال‌ها                              |
| ------------- | ---------------- | ----------------------------------------------- | ---------------------------------- |
| ۶             | کریم عبدالجبار   | میلواکی باکس (۳)، لس آنجلس لیکرز (۳)            | ۱۹۷۱، ۱۹۷۲، ۱۹۷۴، ۱۹۷۶، ۱۹۷۷، ۱۹۸۰ |
| ۵             | مایکل جردن       | شیکاگو بولز                                     | ۱۹۸۸، ۱۹۹۱، ۱۹۹۲، ۱۹۹۶، ۱۹۹۸       |
| ۵             | بیل راسل         | بوستون سلتیکس                                   | ۱۹۵۸، ۱۹۶۱، ۱۹۶۲، ۱۹۶۳، ۱۹۶۵       |
| ۴             | ویلت چمبرلین     | فیلادلفیا واریرز (۱)، فیلادلفیا سونتی‌سیکسرز (۳) | ۱۹۶۰، ۱۹۶۶، ۱۹۶۷، ۱۹۶۸             |
| ۴             | لبران جیمز       | کلیولند کاوالیرز (۲)، میامی هیت (۲)             | ۲۰۰۹، ۲۰۱۰، ۲۰۱۲، ۲۰۱۳             |
| ۳             | لری برد          | بوستون سلتیکس                                   | ۱۹۸۴، ۱۹۸۵، ۱۹۸۶                   |
| ۳             | مجیک جانسون      | لس آنجلس لیکرز                                  | ۱۹۸۷، ۱۹۸۹، ۱۹۹۰                   |
| ۳             | نیکولا یوکیچ     | دنور ناگتس                                      | ۲۰۲۱، ۲۰۲۲، ۲۰۲۴                   |
| ۳             | موزس مالون       | هیوستون راکتس (۲)، فیلادلفیا سونتی‌سیکسرز (۱)    | ۱۹۷۹، ۱۹۸۲، ۱۹۸۳                   |
| ۲             | یانیس آنتتوکومپو | میلواکی باکس                                    | ۲۰۱۹، ۲۰۲۰                         |
| ۲             | استفن کری        | گلدن استیت واریرز                               | ۲۰۱۵، ۲۰۱۶                         |
| ۲             | تیم دانکن        | سن آنتونیو اسپرز                                | ۲۰۰۲، ۲۰۰۳                         |
| ۲             | کارل مالون       | یوتا جاز                                        | ۱۹۹۷، ۱۹۹۹                         |
| ۲             | استیو نش         | فینیکس سانز                                     | ۲۰۰۵، ۲۰۰۶                         |
| ۲             | باب پتیت         | سنت لوئیس هاوکس                                 | ۱۹۵۶، ۱۹۵۹                         |

## تیم‌ها
| تعداد جایزه‌ها | تیم‌ها                                | سال‌ها                                                      |
| ------------- | ------------------------------------ | ---------------------------------------------------------- |
| ۱۰            | بوستون سلتیکس                        | ۱۹۵۷، ۱۹۵۸، ۱۹۶۱، ۱۹۶۲، ۱۹۶۳، ۱۹۶۵، ۱۹۷۳، ۱۹۸۴، ۱۹۸۵، ۱۹۸۶ |
| ۸             | لس آنجلس لیکرز                       | ۱۹۷۶، ۱۹۷۷، ۱۹۸۰، ۱۹۸۷، ۱۹۸۹، ۱۹۹۰، ۲۰۰۰، ۲۰۰۸             |
| ۷             | فیلادلفیا سونتی‌سیکسرز                | ۱۹۶۶، ۱۹۶۷، ۱۹۶۸، ۱۹۸۱، ۱۹۸۳، ۲۰۰۱، ۲۰۲۳                   |
| ۶             | شیکاگو بولز                          | ۱۹۸۸، ۱۹۹۱، ۱۹۹۲، ۱۹۹۶، ۱۹۹۸، ۲۰۱۱                         |
| ۵             | میلواکی باکس                         | ۱۹۷۱، ۱۹۷۲، ۱۹۷۴، ۲۰۱۹، ۲۰۲۰                               |
| ۴             | هیوستون راکتس                        | ۱۹۷۹، ۱۹۸۲، ۱۹۹۴، ۲۰۱۸                                     |
| ۳             | دنور ناگتس                           | ۲۰۲۱، ۲۰۲۲، ۲۰۲۴                                           |
| ۳             | گلدن استیت واریرز / فیلادلفیا واریرز | ۱۹۶۰، ۲۰۱۵، ۲۰۱۶                                           |
| ۳             | اکلاهما سیتی تاندر                   | ۲۰۱۴، ۲۰۱۷، ۲۰۲۵                                           |
| ۳             | فینیکس سانز                          | ۱۹۹۳، ۲۰۰۵، ۲۰۰۶                                           |
| ۳             | سن آنتونیو اسپرز                     | ۱۹۹۵، ۲۰۰۲، ۲۰۰۳                                           |
| ۲             | سنت لوئیس هاوکس                      | ۱۹۵۶، ۱۹۵۹                                                 |
| ۲             | کلیولند کاوالیرز                     | ۲۰۰۹، ۲۰۱۰                                                 |
| ۲             | میامی هیت                            | ۲۰۱۲، ۲۰۱۳                                                 |
| ۲             | یوتا جاز                             | ۱۹۹۷، ۱۹۹۹                                                 |
| ۱             | بالتیمور بولتز                       | ۱۹۶۹                                                       |
| ۱             | بوفالو بریوز                         | ۱۹۷۵                                                       |
| ۱             | سینسیناتی رویالز                     | ۱۹۶۴                                                       |
| ۱             | دالاس ماوریکس                        | ۲۰۰۷                                                       |
| ۱             | مینه‌سوتا تیمبرولوز                   | ۲۰۰۴                                                       |
| ۱             | نیویورک نیکس                         | ۱۹۷۰                                                       |
| ۱             | پورتلند تریل بلیزرز                  | ۱۹۷۸                                                       |
| ۰             | بروکلین نتس                          | هیچ                                                        |
| ۰             | شارلوت هورنتس                        | هیچ                                                        |
| ۰             | دیترویت پیستونز                      | هیچ                                                        |
| ۰             | ایندیانا پیسرز                       | هیچ                                                        |
| ۰             | ممفیس گریزلیز                        | هیچ                                                        |
| ۰             | نیو اورلینز پلیکانز                  | هیچ                                                        |
| ۰             | اورلندو مجیک                         | هیچ                                                        |
| ۰             | تورنتو رپترز                         | هیچ                                                        |